# Capitoli di Vinland Saga

Copertina del primo volume dell'edizione italiana

Questa è la lista dei capitoli di Vinland Saga, manga di Makoto Yukimura. La storia, ambientata nel Nord Europa di inizio XI secolo, segue in modo romanzato l'ascesa al potere di Canuto il Grande, combinandola con le avventure del giovane esploratore Thorfinn, inizialmente in cerca di vendetta per l'uccisione del padre e in seguito deciso a fondare una colonia a Vinland.
L'opera ha iniziato la serializzazione nell'aprile 2005 sulla rivista settimanale shōnen Weekly Shōnen Magazine. Nel dicembre 2005 la serie si è trasferita sulle pagine del magazine seinen Afternoon, a cadenza mensile. La serie è terminata dopo 20 anni di pubblicazione il 25 luglio 2025. I capitoli sono regolarmente raccolti in volumi formato tankōbon. I primi due albi sono stati pubblicati originariamente sotto l'etichetta Shōnen Magazine e in seguito ristampati per l'etichetta Afternoon. Le nuove versioni presentano nuove copertine, nuovi commenti dell'autore e sono privi di furigana. L'edizione italiana è curata da Star Comics, che ne ha iniziato la pubblicazione il 10 febbraio 2010.

## Volumi 1-10
| 1  | 15 luglio 2005 (Shōnen Magazine) 23 agosto 2006 (Monthly Afternoon) | ISBN 978-4-06-363559-1 ISBN 4-06-314423-2 | 10 febbraio 2010 | ISBN 978-88-6420-055-2 |
| 1  | Capitoli - 1. Normanni (北人?, Norumanni) - 2. Da qualche parte, ma non qui (ここではないどこか?, Koko de wa nai doko ka) - 3. Oltre i confini del mare (海の果ての果て?, Umi no hate no hate) - 4. Catene indistruttibili (解かれ得ぬ鎖?, Tokaree nu kusari) - 5. Troll (戦鬼?, Tororu) |                                           |                  |                        |
| 1  | Trama Nel XI secolo, Thorfinn è un giovane vichingo che combatte nelle file di Askeladd. Durante un assedio in Francia, presso la regione interna della Loira, Thorfinn riesce a decapitare il capo degli assediati, facilitando la razzia e ottenendo quindi in cambio da Askeladd di poterlo sfidare a duello; Thorfinn è infatti in cerca di vendetta da quando Askeladd uccise suo padre anni prima. Tornati nella loro base in Danimarca, i due si affrontano in combattimento e Thorfinn ne esce sconfitto, come già ripetutosi nei numerosi incontri precedenti. Amareggiato, Thorfinn ritorna col pensiero alla sua infanzia in Islanda, dove abitava con il padre Thors, la madre Helga e la sorella Ylva, e si dilettava ad ascoltare storie sulla mitica terra di Vinland per bocca del commerciante e navigatore groenlandese Leif Erikson. Il padre Thors è forte e stimato dalla comunità e si è imposto delle regole di vita che rimandano a un nobile concetto di giustizia e moralità. Quando infatti uno schiavo di un signorotto locale tenta la fuga e trova riparo in casa sua, Thors propone al padrone Halfdan di comprare la vita dell'uomo in cambio di otto pecore, privandosi di un bene estremamente prezioso pur di ridare la libertà allo schiavo, che tuttavia muore poco dopo per gli stenti patiti durante la fuga. |                                           |                  |                        |
| 2  | 17 novembre 2005 (Shōnen Magazine) 22 settembre 2006 (Monthly Afternoon) | ISBN 978-4-06-363580-5 ISBN 4-06-314428-3 | 8 aprile 2010    | ISBN 978-88-6420-063-7 |
| 2  | Capitoli - 6. Il messaggero dal campo di battaglia (戦場よりの使者?, Senjō yori no shisha) - 7. La spada (剣?, Ken) - 8. L'inizio del viaggio (旅の始まり?, Tabi no hajimari) - 9. Agguato in mari lontani (絶海の罠?, Zekkai no wana) - 10. Veglia notturna (夜の航海?, Yoru no kōkai) - 11. Gabbia (檻?, Ori) - 12. Più forte di un mostro (化け物以上?, Bakemono ijō) - 13. Odore (匂い?, Nioi) - 14. La spada di Thors (トールズの剣?, Tōruzu no ken) - 15. Un vero guerriero (本当の戦士?, Hontō no senshi) - 16. La morte di Thors (トールズの死?, Tōruzu no shi) |                                           |                  |                        |
| 2  | Trama Un gruppo di Jomsvikingar approda al villaggio e il suo capitano Floki informa Thors che un esercito di anglosassoni ha attaccato i territori danesi del Danelaw in Inghilterra e che negli scontri è morta anche la sorella del re Sweyn di Danimarca, il quale sta organizzando un grande esercito per conquistare tutta l'Inghilterra. Per proteggere il villaggio da possibili ripercussioni, Thors accetta a malincuore di tornare tra i mercenari da cui anni prima aveva disertato. Con lui si imbarcano anche alcuni giovani compaesani e, di nascosto, il piccolo Thorfinn. Durante una sosta presso le isole Fær Øer, tuttavia, dei pirati vichinghi guidati da Askeladd li prendono in un agguato. Thors sconfigge da solo l'intero equipaggio di una delle due navi, affrontando poi Askeladd in persona a duello. Il pirata gli rivela che è stato Floki a commissionargli la sua uccisione per punirlo della sua diserzione, e gli intima che se non glielo avesse lasciato fare, avrebbe ordinato ai suoi arcieri sopra il crinale di uccidere i suoi compagni. Thors decide così di morire, facendosi promettere in cambio che avrebbero risparmiato gli altri. Pieno di rancore, Thorfinn si imbarca di nascosto sulla barca di Askeladd per ucciderlo e vendicare così la morte del padre. |                                           |                  |                        |
| 3  | 23 ottobre 2006 | ISBN 4-06-314433-X                        | 3 giugno 2010    | ISBN 978-88-6420-075-0 |
| 3  | Capitoli - 17. Inghilterra, A.D. 1008 (イングランド－1008年－?, Ingurando － 1008 nen －) - 18. Inghilterra, A.D. 1013 (イングランド－1013年－?, Ingurando － 1013 nen －) - 19. Scontro sul Ponte di Londra (ロンドン橋の死闘?, Rondonbashi no shitō) - 20. Ragnarok (ラグナロク?, Raguna roku) - 21. Valhalla (ヴァルハラ?, Varuhara) - Extra. La piccola Ylva al lavoro! (はたらくユルヴァちゃん?, Hataraku Yuruva-chan) |                                           |                  |                        |
| 3  | Trama Nel 1008 Thorfinn esegue una prima razzia in Inghilterra. Cinque anni dopo l'esercito di re Sweyn di Danimarca invade l'isola e costringe il re Etherled a rifugiarsi in Francia. I vichinghi subiscono però una battuta d'arresto a Londra, a causa delle fortificazioni della città e del passaggio tra le file degli assediati di Thorkell l'Alto, uno dei guerrieri più forti del popolo danese. Askeladd e i suoi uomini si sono intanto aggregati all'armata vichinga, attirati dal prospetto di facili guadagni e di gloria. Askeladd chiede a Thorfinn di uccidere Thorkell in cambio di una nuova possibilità di sfidarlo, ma il ragazzo, sebbene riesca a ferire il gigante, deve arrendersi alla forza del suo avversario. Volendo evitare di impelagarsi in un lungo assedio, re Sweyn ordina all'esercito di svernare nel Danelaw, lasciando solo una parte dei suoi uomini a cingere la città, guidati da suo figlio, il principe diciassettenne Canuto. Quando, tempo dopo, il gruppo di Askeladd apprende che le truppe di stazza a Londra sono state sbaragliate, Canuto e il suo seguito presi prigionieri, e che Thorkell si è messo all'inseguimento dell'esercito vichingo, Askeladd pianifica un attacco per salvare il principe e ingraziarsi così re Sweyn. Mentre Thorfinn e compagni preparano un'imboscata, gli assedianti superstiti raggiungono il gruppo di Thorkell e ottengono il rilascio di Canuto e del suo seguito, ma sono poco dopo decimati da Thorkell e dai suoi uomini. |                                           |                  |                        |
| 4  | 23 febbraio 2007 | ISBN 978-4-06-314440-6                    | 4 agosto 2010    | ISBN 978-88-6420-085-9 |
| 4  | Capitoli - 22. Figlio di un troll (戦鬼の子?, Tororu no ko) - 23. Rinforzi (援軍?, Engun) - 24. La terra sull'altra riva (対岸の国?, Taigan no kuni) - 25. Bluff (ハッタリ?, Hattari) - 26. Artorius (アルトリウス?, Arutoriusu) - 27. Il guerriero e il chierico (戦士と修道士?, Senshi to shūdō shi) - 28. Battaglia nell'oscurità (夜間襲撃?, Yakan shūgeki) |                                           |                  |                        |
| 4  | Trama Askeladd appicca il fuoco alla foresta per creare un diversivo; nel caos che segue, Thorfinn riesce a recuperare Canuto e i suoi due accompagnatori, il militare Ragnar e il prete Willbald. Braccati da Thorkell e dai suoi uomini, i fuggitivi giungono al fiume Severn, dove alcune navi li traghettano in salvo in Galles. Askeladd, in virtù delle sue origini gallesi, ha infatti stretto un accordo con il comandante Gratianus per attraversare incolumi il territorio gallese verso il Danelaw in cambio della firma da parte di Canuto di un trattato di non belligeranza tra il Galles e la futura Inghilterra danese. In quanto coetanei, a Thorfinn viene affidato il compito di fare da guardia del corpo al principe Canuto. Nonostante qualche rallentamento, il gruppo attraversa incolume il Galles, ma quando Askeladd decide di tagliare per la Mercia, una tormenta di neve si abbatte sulla regione, lasciandoli vulnerabili in territorio nemico. Per trovare cibo e riparo, i vichinghi saccheggiano quindi un villaggio, massacrandone gli abitanti sotto gli occhi inorriditi di Canuto, Ragnar e Willbald, che invano aveva cercato di avvertirli. |                                           |                  |                        |
| 5  | 23 ottobre 2007 | ISBN 978-4-06-314473-4                    | 1º ottobre 2010  | ISBN 978-88-6420-087-3 |
| 5  | Capitoli - 29. Padre e figlio (父と子?, Chichi to ko) - 30. La tavola del padrone e del servo (主従の食卓?, Shūjū no shokutaku) - 31. La storia delle bestie (ケダモノの歴史?, Kedamono no rekishi) - 32. Disertori (逃亡兵団?, Tōbō heidan) - 33. Tradimento (裏切り?, Uragiri) - 34. Avalon (アヴァロン?, Avaron) - 35. Contatto (両軍接触?, Ryō gun sesshoku) |                                           |                  |                        |
| 5  | Trama A distanza di pochi giorni, il gruppo di Askeladd viene sorpreso da un assalto di anglosassoni e, durante Askeladd approfitta dei disordini per assassinare Ragnar, aspirando così a prendere il posto di consigliere di Canuto e far maturare il giovane; prima di morire Ragnar confida all'uomo di guardarsi da re Sweyn, che ha in mente di assassinare Canuto per favorire il primogenito Harald. Venuto a sapere che Thorkell e le sue truppe sono in avvicinamento, Askeladd fa sgombrare in tutta fretta il villaggio e tra le sue file inizia a serpeggiare del malcontento. Quando alcuni giorni dopo i vichinghi si rendono conto di perdere terreno sugli inseguitori, la truppa di Askeladd attua una ribellione, con l'intento di consegnare Canuto a Thorkell in cambio di avere salva la vita. Askeladd combatte quindi i suoi uomini e viene ferito alle gambe da una selva di frecce, mentre Thorfinn e Bjorn rimangono fedeli al leader e proteggono Canuto. Quando tuttavia Thorfinn si rende conto che Askeladd rischia di rimanere ucciso, egli torna indietro a soccorrerlo in quanto desidera essere lui a dargli la morte. Gli uomini di Thorkell intanto hanno raggiunto Askeladd e ucciso i disertori; scorto Thorfinn, Thorkell lo sfida a duello, promettendogli di risparmiarlo se fosse riuscito a prevalere. |                                           |                  |                        |
| 6  | 23 giugno 2008 | ISBN 978-4-06-314510-6                    | 2 dicembre 2010  | ISBN 978-88-6420-103-0 |
| 6  | Capitoli - 36. I due sul campo di battaglia (戦場のふたり?, Senjō no futari) - 37. La definizione di amore (愛の定義?, Ai no teigi) - 38. Fuori dalla culla (ゆりかごの外?, Yuri kago no soto) - 39. Il risveglio del Re (王の目覚め?, Ō no mezame) - 40. La storia di Thors (トールズ伝?, Tōruzu den) - 41. Fronte comune (共闘?, Kyōtō) - 42. Giudizio (裁定?, Saitei) |                                           |                  |                        |
| 6  | Trama Thorfinn incassa un calcio da Thorkell e viene sbalzato via, finendo con un braccio rotto. Thorkell decide di attendere mentre Askeladd rimette in sesto Thorfinn per proseguire il duello, e, nel frattempo, gli racconta che anni prima Thors era stato un capo-squadrone dei Jomsvikingar ma che d'improvviso aveva deciso di cambiare vita e si era finto morto fuggendo con la moglie e la figlia neonata. Intanto Bjorn combatte per evitare che Canuto venga preso in ostaggio, ma il principe ha un'improvvisa rivelazione e, guidato dai suoi valori cristiani, decide di dedicare la sua vita alla creazione di un'utopia in Terra. Forte di una nuova acquisita sicurezza e autorità, Canuto si dirige verso il gruppo di Thorkell. Askeladd intanto ha terminato di fasciare Thorfinn e gli consiglia una strategia per prevalere sul gigante e salvare così la pelle ad entrambi. Askeladd devia quindi con la spada un raggio di sole negli occhi di Thorkell e, approfittando della distrazione Thorfinn colpisce Thorkell e gli cava un occhio. Prima che i sottoposti di Thorkell possano intervenire, Canuto giunge sul posto e rivela ai presenti il suo piano di rovesciare il padre re Sweyn e reclamare il trono per sé; impressionarti dalle sue parole e dalla sua risolutezza, Thorkell e Askeladd accettano di diventare suoi sottoposti e di seguirlo a al quartier generale dell'esercito di invasione vichingo a Gainsborough. |                                           |                  |                        |
| 7  | 23 febbraio 2009 | ISBN 978-4-06-314544-1                    | 15 febbraio 2011 | ISBN 978-88-6420-117-7 |
| 7  | Capitoli - 43. Il principe scampato alla morte (王子生還?, Ōji seikan) - 44. La maledizione della corona (王冠の呪い?, Ōkan no noroi) - 45. L'ultimo amico (最後の友達?, Saigo no tomodachi) - 46. I due lupi (二匹の孤狼?, Ni hiki no ko ōkami) - 47. Nessun eroe (英雄不在?, Eiyū fuzai) - 48. Ritrovarsi (裁定?, Saikai) - 49. Karlsefni (カルルセヴニ?, Karurusevuni) |                                           |                  |                        |
| 7  | Trama Canuto e i suoi uomini giungono a Gainsborough e il principe viene immediatamente convocato da re Sweyn. Durante l'udienza, il re concede al figlio di ritirarsi a vivere in Cornovaglia e afferma che in caso di rifiuto lo avrebbe fatto uccidere seduta stante. Interviene tuttavia Askeladd, il quale fa notare a Sweyn come l'apporto di Canuto sia stato fondamentale per ottenere il sostegno di Thorkell e per prendere in futuro Londra, alché il sovrano torna sui suoi passi e promette di dare una ricompensa adeguata al figlio ad un banchetto che si sarebbe tenuto di lì a qualche giorno a York. I cospiratori comprendono che assassinare Sweyn non sarà facile e pianificano di attendere il momento opportuno, raccogliendo maggiori consensi tra i militari. Nonostante non si sia ancora ripreso dalle sue ferite, Thorfinn decide di sfidare Askeladd a duello e ne esce rapidamente sconfitto. All'arrivo a York, Askeladd orchestra un finto attentato a Canuto per mano di un sicario, che invece del giovane principe uccide un sosia; in questo modo iniziano a circolare voci sul coinvolgimento nella vicenda dello stesso re, che sarà così tenuto a mantenersi neutrale nei confronti del figlio per non confermare i sospetti su di lui. Il sicario nel frattempo viene ucciso da Thorfinn, il quale incontra Leif Erikson, che in tutti quegli anni lo aveva cercato pensando che lo avessero fatto schiavo. Alla sua proposta di fare ritorno a casa, Thorfinn pone un netto rifiuto, affermando che dovrà portare a termine la sua missione a ogni costo. |                                           |                  |                        |
| 8  | 23 settembre 2009 | ISBN 978-4-06-314581-6                    | 14 aprile 2011   | ISBN 978-88-6420-133-7 |
| 8  | Capitoli - 50. Stratagemma (謀略?, Bōrya ku) - 51. Errore di calcolo (誤算?, Gosan) - 52. Il ritorno dell'eroe (英雄復活?, Eiyū fukkatsu) - 53. La furia del Re di Britannia (ブリタニア王猛る?, Buritania ō takeru) - 54. End of the Prologue (END OF THE PROLOGUE?) - 55. Schiavo (奴隷?, Dorei) - 56. La fattoria di Ketil (ケティル農場?, Ketiru nōjō) |                                           |                  |                        |
| 8  | Trama Durante il banchetto e alla presenza dei nobili danesi riuniti, Sweyn proclama il figlio Canuto governatore della Mercia e annuncia la sua intenzione di invadere in primavera il Galles, per tenere alto il morale delle truppe in attesa della spedizione contro l'Irlanda. Questa rivelazione sconvolge Askeladd, a causa delle sue origini gallesi; egli interviene dunque sottolineando come l'impresa si prefiguri dispendiosa in termini di vite umane a fronte di scarsi vantaggi economici. Resosi conto di aver individuato la debolezza di Askeladd, Sweyn lo obbliga a scegliere tra Canuto e il Galles. Messo con le spalle al muro, Askeladd decapita il sovrano, per salvare la sua nazione e permettere a Canuto di prendere il potere; il principe intuisce le intenzioni del sottoposto e ordina alle guardie di eliminare il regicida, per poi intervenire personalmente a trafiggere Askeladd. Sconvolto dalla morte del suo nemico, Thorfinn si avventa su Canuto, ma viene bloccato da Thorkell. Canuto non si scompone e, afferrata la corona, si proclama re e capo supremo dell'esercito danese; per punire Thorfinn gli toglie quindi la libertà e lo rende schiavo. Un anno dopo nello Jutland, Thorfinn lavora come schiavo in compagnia dell'inglese Einar nella fattoria del ricco proprietario terriero danese Ketil, il quale offre loro la libertà se saranno in grado di riscattarsi con i proventi derivati dalla messa a coltura di una porzione di foresta. |                                           |                  |                        |
| 9  | 23 giugno 2010 | ISBN 978-4-06-310672-5                    | 16 giugno 2011   | ISBN 978-88-6420-148-1 |
| 9  | Capitoli - 57. Il giovane padrone (若様?, Wakasama) - 58. Qualcun che può essere ucciso (殺してもいい人間?, Koroshi te mo ii ningen) - 59. Serpe (蛇?, Hebi) - 60. Il primo amico (最初の友達?, Saisho no tomodachi) - 61. Strada di sangue (血の道?, Chinomichi) - 62. Il metodo di Canuto (クヌートのやり方?, Kunūto no yarikata) - 63. Voglio un cavallo (馬がほしい?, Uma ga hoshii) - 64. Voglio un cavallo - seconda parte (続・馬がほしい?, Zoku uma ga hoshii) |                                           |                  |                        |
| 9  | Trama Alla fattoria, Thorfinn e Einar sono osteggiati dai servi di Ketil e dalle guardie armate, che sono invidiosi del trattamento umano riservato loro da Ketil sebbene schiavi. Due guardie in particolare convincono il giovane figlio di Ketil, Ormal, a compiere un rito di iniziazione uccidendo uno schiavo. Thorfinn sembra aver perso la voglia di vivere e accetta la morte, ma interviene Serpe, il capo delle guardie, che pone fine a quella che definisce un'inutile crudeltà. Thorfinn, da quando dieci anni prima iniziò la sua vita da mercenario, trova per la prima volta un po' di solidarietà e affetto in Einar, che si definisce suo amico. Alla fattoria, i due conoscono inoltre Aernis, una schiava di bell'aspetto e amante di Ketil di cui Einar si invaghisce, e Sverker, l'anziano padre di Ketil, che li prende a ben volere e in cambio di alcuni favori concede ai due l'uso di un cavallo da soma per facilitare loro il lavoro. Intanto in Inghilterra, le forze anglossassoni hanno tratto nuovo vigore dalla notizia della morte di Sweyn e dal ritorno dall'esilio francese del re Etelredo II. Canuto, sempre più freddo e calcolatore e deciso a perseguire il suo obiettivo con ogni mezzo, si è autoproclamato re d'Inghilterra e guida le truppe. Nel 1016 si è giunti a una situazione di stallo, con i due eserciti logorati dalla fatica e incapaci di prevalere in scontri decisivi uno sull'altro. Canuto convince quindi Eadric Streona, vassallo del re sassone, ad assassinare Etelredo e suo figlio Edmondo, i quali muoiono di lì a poco in circostanze misteriose che vengono imputate a malattie. Canuto viene quindi incoronato ufficialmente sovrano dell'isola. |                                           |                  |                        |
| 10 | 22 aprile 2011 | ISBN 978-4-06-310736-4                    | 19 ottobre 2011  | ISBN 978-88-6420-175-7 |
| 10 | Capitoli - 65. A casa del padrone (大旦那の家で?, Dai danna no ie de) - 66. Germogli (発芽?, Hatsuga) - 67. Ketil Pugno d'Acciaio (鉄拳ケティル?, Tekken Ketiru) - 68. Un uomo vuoto (カラッポな男?, Karappo na otoko) - 69. Maltrattamenti (いじめ?, Ijime) - 70. Il significato del sogno (夢の中身?, Yume no nakami) - 71. Il giuramento (誓い?, Chikai) |                                           |                  |                        |
| 10 | Trama Grazie a Sverker che concede loro un aratro, Thorfinn e Einar procedono spediti la messa a coltura del loro appezzamento, arrivando agli inizi dell'inverno a ottenere i primi germogli di grano. Intanto il figlio primogenito di Ketil, Thorgin, torna a casa dalla guerra in Inghilterra. Qualche tempo dopo, il terreno di Thorfinn e Einar viene vandalizzato e il loro raccolto distrutto; i due sospettano che i colpevoli siano i servi di Ketil, che si sono sempre dimostrati ostili nei loro confronti, ma mentre Einar è sconvolto e infuriato e vorrebbe affrontare i perpetratori, Thorfinn predica calma per non peggiorare la loro situazione. Quando sulla via di casa, tuttavia, si imbattono nei servi che li scherniscono, Thorfinn si abbandona alla rabbia e abbatte un vandalo con un pugno alla mascella. Nella violenta rissa che ne segue, l'islandese viene tramortito da un colpo di zappa sulla testa. Mentre è privo di conoscenza, Thorfinn ha una visione di tutti gli uomini che ha ucciso e di suo padre, che si dice deluso da quello che è diventato; al risveglio il giovane si ripromette così di iniziare una nuova vita priva di violenza. |                                           |                  |                        |

## Volumi 11-20
| 11 | 23 gennaio 2012 | ISBN 978-4-06-387801-1 | 14 giugno 2012    | ISBN 978-88-6420-367-6 |
| 11 | Capitoli - 72. La testa maledetta (呪いの首?, Noroi no kubi) - 73. Quando saremo liberi... (自由になったら?, Jiyū ni nattara) - 74. Schiavo in fuga (逃亡奴隷?, Tōbō dorei) - 75. Il re e la spada (王と剣?, Ō to ken) - 76. La grande occasione di Ormal (オルマル晴れ舞台?, Orumaru hare butai) - 77. Offesa (侮辱?, Bujoku) - 78. Alto tradimento (反逆罪?, Hangyaku zai) |                        |                   |                        |
| 11 | Trama Nel 1018 Canuto fa visita al moribondo fratello Harald in Danimarca. I due hanno retto congiuntamente l'Inghilterra e la Danimarca, e, sul letto di morte, Harald nomina Canuto suo successore, ignorando che era stato lo stesso fratello ad avvelenarlo. Per attuare il suo progetto utopico, Canuto ha bisogno di maggiori entrate per mantenere le truppe in Inghilterra e, per evitare insurrezioni derivanti da un aumento delle tasse, decide di confiscare le terre di alcuni ricchi possidenti danesi a usufrutto della corona; la scelta ricade su Ketil. Intanto Thorfinn e Einar hanno lavorato alla fattoria per tre anni e sono prossimi a ottenere la libertà; Ketil promette infatti di liberarli una volta tornato da una visita alla capitale per ingraziarsi i favori del re. A Jelling, Ketil e i suoi due figli si imbattono in Leif Erikson, il quale apprende che Thorfinn si trova nella loro fattoria come schiavo. Sfruttando l'inetto e arrogante Ormal, Canuto architetta un piano per accusare Ketil di tradimento e avere un pretesto per confiscare le sue terre. L'uomo e i suoi figli riescono a mettersi in salvo sulla barca di Leif, mentre il sovrano organizza un corpo armato, formato in parte da Jomsvikingar, per attaccare la fattoria. |                        |                   |                        |
| 12 | 22 novembre 2012 | ISBN 978-4-06-387850-9 | 18 luglio 2013    | ISBN 978-88-6420-512-0 |
| 12 | Capitoli - 79. Nubi scure all'orizzonte (暗雲の先触れ?, Anun no sakibure) - 80. L'attacco di Gardar (ガルザル来襲?, Garuzaru raishū) - 81. Tempesta (嵐?, Arashi) - 82. Legato (縛め?, I mashi me) - 83. Espiazione (償い?, Tsugunai) - 84. Un bel sogno (都合のいい夢?, Tsugō no ii yume) - 85. Lo scontro (対決?, Taiketsu) - 86. Quei due che non potranno più tornare indietro (帰れないふたり?, Kaere nai futari) |                        |                   |                        |
| 12 | Trama In una fattoria vicina a quella di Ketil, uno schiavo evade dopo aver ucciso il padrone e la sua intera famiglia. Serpe ordina quindi ai suoi uomini di organizzare delle pattuglie per catturarlo. Dopo un tentativo fallito, lo schiavo uccide una delle guardie e si addentra nella fattoria, dove Aernis lo riconosce come il marito Gardar, da cui era stata separata anni prima. L'uomo vorrebbe fuggire con la donna, ma Serpe lo disarma e lo cattura. Aernis si reca tuttavia da lui in segreto per curare le sue ferite, e Gardar la convince a liberarlo e a nasconderlo nell'abitazione di Sverker. Credendo lo schiavo a piede libero, Serpe aumenta la sicurezza attorno a Aernis con l'intento di uccidere lo schiavo, ma Thorfinn e Einar, desiderosi di aiutare la donna e di evitare altre violenze, progettano un piano per far fuggire i coniugi. Serpe intuisce tuttavia che qualcosa non quadra e sorprende i cospiratori, costringendo Thorfinn a battersi. La guardia ferisce a morte Gardar, il quale nonostante ciò riesce a strangolarlo e a ottenere un carro per fuggire. Poco dopo però l'uomo muore tra le braccia di Aernis. |                        |                   |                        |
| 13 | 23 luglio 2013 | ISBN 978-4-06-387909-4 | 14 agosto 2014    | ISBN 978-88-6920-036-6 |
| 13 | Capitoli - 87. La prima mossa (最初の手段?, Saisho no shudan) - 88. La punizione (罰?, Bachi) - 89. La notte prima della battaglia (開戦前夜?, Kaisen zenya) - 90. Il prezzo di un pasto (飯の代金?, Meshi no daikin) - 91. La battaglia della fattoria di Ketil (ケティル農場の戦い?, Ketiru nōjō no tatakai) - 92. Contare fino a cento (百数える間?, Hyaku kazoeru ma) - 93. La nascita di un vero guerriero (戦士の誕生?, Senshi no tanjō) |                        |                   |                        |
| 13 | Trama Accompagnati da Leif, Ketil e i suoi figli giungono alla fattoria, dove Thorgil avvia subito i preparativi per contrastare l'imminente attacco delle forze reali. Ketil, ancora scosso dall'incidente con Canuto, scopre che durante la sua assenza Aernis aveva tentato di fuggire con suo marito, e la picchia selvaggiamente. A distanza di qualche giorno giungono le truppe di Canuto, le quali hanno rapidamente la meglio sull'improvvisato e mal preparato esercito di contadini raccolto da Ketil. Ketil stesso viene ferito, mentre Canuto sopravvive un attacco alle spalle portato da Thorgil. Intanto Leif offre a Thorfinn e Einar di tornare a casa con lui in Islanda, e i due uomini acconsentono a patto di portare anche Aernis. La adagiano quindi su un carro, ma durante il tragitto la donna soccombe alle sue ferite dopo aver ringraziato i suoi due amici. Amareggiati dalla scomparsa della donna, Thorfinn e Einar si ripromettono di raggiungere Vinland e di crearvi un'oasi di pace al riparo da guerre e schiavitù. |                        |                   |                        |
| 14 | 21 febbraio 2014 | ISBN 978-4-06-387956-8 | 15 gennaio 2015   | ISBN 978-88-6920-172-1 |
| 14 | Capitoli - 94. Offerta di resa (降伏勧告?, Gōbuku kankoku) - 95. Ciò che è stato ordinato (忘れ物?, Wasuremono) - 96. Invincibile (無敵?, Muteki) - 97. Il sovrano ribelle (叛逆の帝王?, Hangyaku no teiō) - 98. Due paradisi (ふたつの楽土?, Futatsu no rakudo) - 99. Prepararsi a salpare (船出?, Funade) - 100. Ritorno nella terra natia (帰郷?, Kikyō) |                        |                   |                        |
| 14 | Trama Prima di partire per l'Islanda, Thorfinn decide di intercedere presso Canuto affinché risparmi la fattoria, confidando sul fatto di conoscerlo da prima che diventasse re. Le guardie tuttavia impediscono all'uomo di raggiungere il sovrano, e Thorfinn accetta dunque di ricevere cento pugni in cambio di un lasciapassare. Canuto si meraviglia di trovare Thorfinn tanto cambiato e, dopo aver esposto il suo proposito di creare un'utopia in Terra, riconosce nel progetto di Thorfinn di raggiungere Vinland il suo stesso desiderio di pace da raggiungere con due metodi diversi. Il sovrano decide quindi di risparmiare la fattoria e il suo piano di espropri, riducendo l'esercito e conseguentemente le spese della corona. Thorfinn e Einar salutano Sverker e Serpe, e fanno infine rotta verso l'Islanda sulla barca di Leif, dove Thorfinn si ricongiunge alla madre e alla sorella. |                        |                   |                        |
| 15 | 23 ottobre 2014 | ISBN 978-4-06-387999-5 | 18 novembre 2015  | ISBN 978-88-6920-570-5 |
| 15 | Capitoli - 101. La sterna incatenata (1) (繋がれたアジサシ(1)?, Tsunagare ta aji sashi (1)) - 102. La sterna incatenata (2) (繋がれたアジサシ(2)?, Tsunagare ta aji sashi (2)) - 103. La sterna incatenata (3) (繋がれたアジサシ(3)?, Tsunagare ta aji sashi (3)) - 104. La sterna incatenata (4) (繋がれたアジサシ(4)?, Tsunagare ta aji sashi (4)) - 105. La sterna incatenata (5) (繋がれたアジサシ(5)?, Tsunagare ta aji sashi (5)) - 106. La sterna incatenata (6) (繋がれたアジサシ(6)?, Tsunagare ta aji sashi (6)) - 107. La sterna incatenata (7) (繋がれたアジサシ(7)?, Tsunagare ta aji sashi (7)) |                        |                   |                        |
| 15 | Trama Thorfinn racconta alla sua famiglia la storia della sua vita da quando era partito da casa da bambino e il suo desiderio di colonizzare Vinland. Il gruppo si rende subito conto che per finanziare la missione ha bisogno di denaro. Thorfinn prova quindi a chiedere un prestito al facoltoso Halfdan, il quale alberga segretamente il desiderio di sfruttare Vinland per sé, ma l'uomo si rifiuta di finanziare l'operazione dal momento che Thorfinn non ha alcun modo per ripagarlo se la colonizzazione dovesse rivelarsi infruttuosa. Halfdan gli cede tuttavia delle zanne di narvalo come dono per l'imminente matrimonio di suo figlio Sigurd con Gudrid. La donna, vedova del fratello di Leif, sogna tuttavia di viaggiare e scoprire il mondo come navigatrice, e per questo osteggia il matrimonio con Sigurd. Leif rivela a Thorfinn che le zanne possono essere vendute a prezzi elevati nell'area del Mediterraneo, spacciandoli per leggendari corni di unicorno; il gruppo decide così di intraprendere il lungo viaggio verso l'Europa meridionale. Prima della partenza si celebra il matrimonio tra Sigurd e Gudrid; la ragazza sembra ormai rassegnata a compiere il suo ruolo, ma la prima notte di nozze ferisce lo sposo col suo pugnale e fugge. |                        |                   |                        |
| 16 | 23 giugno 2015 | ISBN 978-4-06-388062-5 | 13 aprile 2016    | ISBN 978-88-6920-909-3 |
| 16 | Capitoli - 108. La sterna incatenata (8) (繋がれたアジサシ(8)?, Tsunagare ta aji sashi (8)) - 109. La sterna liberata (放たれたアジサシ?, Hanatare ta aji sashi) - 110. La traversata del Mar del Nord (北海横断?, Hokkai ōdan) - 111. Da guerriero a guerriero (戦士から、戦士へ?, Senshi kara, senshi e) - 112. Obbligo di vendetta (復讐の義務?, Fukushū no gimu) - 113. Dei tipi pericolosi (厄介な奴ら?, Yakkai na yatsura) - 114. Cacciatore e preda (1) (狩る者 狩られる者(1)?, Karu mono karareru mono (1)) - 115. Cacciatore e preda (2) (狩る者 狩られる者(2)?, Karu mono karareru mono (2)) |                        |                   |                        |
| 16 | Trama Gudrid raggiunge il gruppo di Thorfinn e racconta loro l'accaduto. Impietosito dalla sua situazione, Thorfinn acconsente di portare la donna con sé nel suo viaggio, per metterla al sicuro da possibili ritorsioni di Sigurd. Il gruppo salpa quindi all'istante, con Sigurd che si mette all'inseguimento per riportare la moglie a casa e salvare così il suo onore. Alle isole Shetland, tra i resti di un villaggio saccheggiato, il gruppo si imbatte in un cane che li conduce da una donna gravemente ferita, la quale stringe al petto suo figlio neonato. La donna chiama il bambino Karli e lo affida ai viaggiatori prima di spirare. Thorfinn e compagni tentano di lasciare l'infante presso una famiglia dell'isola, ma nessuna accetta di occuparsene. Mentre il gruppo si rende conto di non avere altra scelta che prendere Karli con sé, Sigurd li raggiunge. Thorfinn e compagni riescono tuttavia a sfuggirgli con un diversivo e, per scrollarselo di dosso, Leif decide di virare più a nord verso le coste meridionali della Norvegia. Qui sono attaccati da un orso, il quale ferisce Thorfinn prima di essere ucciso da una freccia di Hilde, una cacciatrice locale. Mentre il gruppo consuma la carne della bestia, Hilde rivela di aver riconosciuto in Thorfinn l'uccisore di suo padre, quando la banda di Askeladd aveva attaccato il suo villaggio anni prima, e gli punta addosso la balestra. |                        |                   |                        |
| 17 | 22 gennaio 2016 | ISBN 978-4-06-388109-7 | 21 settembre 2016 | ISBN 978-88-226-0306-7 |
| 17 | Capitoli - 116. Cacciatore e preda (3) (狩る者 狩られる者(3)?, Karu mono karareru mono (3)) - 117. Cacciatore e preda (4) (狩る者 狩られる者(4)?, Karu mono karareru mono (4)) - 118. Cacciatore e preda (5) (狩る者 狩られる者(5)?, Karu mono karareru mono (5)) - 119. Cacciatore e preda (6) (狩る者 狩られる者(6)?, Karu mono karareru mono (6)) - 120. Cacciatore e preda (7) (狩る者 狩られる者(7)?, Karu mono karareru mono (7)) - 121. Cacciatore e preda (8) (狩る者 狩られる者(8)?, Karu mono karareru mono (8)) - 122. Cacciatore e preda (9) (狩る者 狩られる者(9)?, Karu mono karareru mono (9)) |                        |                   |                        |
| 17 | Trama Hilde si trattiene dal colpire Thorfinn, alla vista di Karli legato dietro la sua schiena. La cacciatrice rivela quindi al gruppo di aver avvelenato la carne, e minaccia di versare l'antidoto a meno che Thorfinn non la segua da solo nella foresta per affrontarla. L'uomo si addentra nel bosco, dove Hilde gli ha teso una serie di trappole che riesce a malapena a evitare tenendosi a distanza. Nel momento in cui localizza la sua posizione, tuttavia, Thorfinn carica la donna, sperando di coglierla indifesa durante il tempo di ricarica della balestra; Hilde ha però sviluppato un'arma in grado di ricaricare velocemente e ferisce Thorfinn alle gambe, immobilizzandolo e lasciandolo alla sua mercé. Nonostante le minacce della donna, i compagni di Thorfinn giungono sul posto e cercano di convincere Hilde che il loro amico è cambiato, mentre Thorfinn supplica di dargli più tempo per espiare i propri peccati. Dopo aver avuto una visione di suo padre e del suo vecchio maestro che la incitano al perdono, Hilde acconsente di dare a Thorfinn una possibilità di realizzare il suo sogno, ma lo avverte che se dovesse deviare dal suo proposito non esiterà a ucciderlo. |                        |                   |                        |
| 18 | 23 agosto 2016 | ISBN 978-4-06-388170-7 | 19 aprile 2017    | ISBN 978-88-226-0559-7 |
| 18 | Capitoli - 123. Vita in prestito (借り物の命?, Karimono no inochi) - 124. Partenza dalla Norvegia (ノルウェー出立?, Noruwē shuttatsu) - 125. La guerra del Mar Baltico (1) (バルト海戦役(1)?, Barutokai seneki (1)) - 126. La guerra del Mar Baltico (2) (バルト海戦役(2)?, Barutokai seneki (2)) - 127. La guerra del Mar Baltico (3) (バルト海戦役(3)?, Barutokai seneki (3)) - 128. La guerra del Mar Baltico (4) (バルト海戦役(4)?, Barutokai seneki (4)) - 129. La guerra del Mar Baltico (5) (バルト海戦役(5)?, Barutokai seneki (5)) |                        |                   |                        |
| 18 | Trama Il gruppo decide di svernare in Norvegia per permettere a Thorfinn di riprendersi dalle sue ferite. In primavera salpano per Jelling per rifornirsi in previsione del lungo viaggio. Qui scoprono che Sigurd è stato catturato e reso schiavo, mentre Thorfinn viene riconosciuto dai suoi vecchi compagni e condotto da Thorkell e Floki. I due lo informano che un gruppo di Jomsvikingar capitanato da Vagn sta compiendo delle razzie nel Mar Baltico per guadagnarsi fama e supporto, e nominarsi così nuovo capoclan. Thorkell propone quindi Thorfinn come successore al rango di capo, in virtù della sua discendenza, ma il giovane rifiuta e chiede di non essere coinvolto. Consapevole dei rischi nell'attardarsi a Jelling, Thorfinn invita i suoi compagni a salpare, ma Floki manda al suo inseguimento i suoi uomini con l'ordine di ucciderlo. Per sviare i Jomsvikingar, Thorfinn si separa dal gruppo con la promessa di ritrovarsi a Odense. Braccato, il giovane decide di affrontare i suoi inseguitori, prevalendo grazie alla sua agilità e all'assistenza di Hilde. I vichinghi superstiti, Eskil e Vrage, si presentano tuttavia come infiltrati di Vagn e richiedono l'aiuto di Thorfinn per sconfiggere Floki una volta per tutte. |                        |                   |                        |
| 19 | 21 aprile 2017 | ISBN 978-4-06-388251-3 | 13 dicembre 2017  | ISBN 978-88-226-0798-0 |
| 19 | Capitoli - 130. La guerra del Mar Baltico (6) (バルト海戦役(6)?, Barutokai seneki (6)) - 131. La guerra del Mar Baltico (7) (バルト海戦役(7)?, Barutokai seneki (7)) - 132. La guerra del Mar Baltico (8) (バルト海戦役(8)?, Barutokai seneki (8)) - 133. La guerra del Mar Baltico (9) (バルト海戦役(9)?, Barutokai seneki (9)) - 134. La guerra del Mar Baltico (10) (バルト海戦役(10)?, Barutokai seneki (10)) - 135. La guerra del Mar Baltico (11) (バルト海戦役(11)?, Barutokai seneki (11)) - 136. La guerra del Mar Baltico (12) (バルト海戦役(12)?, Barutokai seneki (12)) - Extra. Vinland Saga - Storia parallela: Cane Saga (番外編 VINLAND SAGA外伝 犬?, Bangai-hen VINLAND SAGA gaiden inu) |                        |                   |                        |
| 20 | 22 novembre 2017 | ISBN 978-4-06-510362-3 | 14 agosto 2018    | ISBN 978-88-226-1117-8 |
| 20 | Capitoli - 137. La guerra del Mar Baltico (13) (バルト海戦役(13)?, Barutokai seneki (13)) - 138. La guerra del Mar Baltico (14) (バルト海戦役(14)?, Barutokai seneki (14)) - 139. La guerra del Mar Baltico (15) (バルト海戦役(15)?, Barutokai seneki (15)) - 140. La guerra del Mar Baltico (16) (バルト海戦役(16)?, Barutokai seneki (16)) - 141. La guerra del Mar Baltico (17) (バルト海戦役(17)?, Barutokai seneki (17)) - 142. La guerra del Mar Baltico (18) (バルト海戦役(18)?, Barutokai seneki (18)) - 143. La guerra del Mar Baltico (19) (バルト海戦役(19)?, Barutokai seneki (19)) - 144. La guerra del Mar Baltico (20) (バルト海戦役(20)?, Barutokai seneki (20)) |                        |                   |                        |

## Volumi 21-in corso
| 21 | 23 agosto 2018 | ISBN 978-4-06-512433-8 | 17 luglio 2019   | ISBN 978-88-226-1470-4 |
| 21 | Capitoli - 145. La guerra del Mar Baltico (21) (バルト海戦役(21)?, Barutokai seneki (21)) - 146. La guerra del Mar Baltico (22) (バルト海戦役(22)?, Barutokai seneki (22)) - 147. La guerra del Mar Baltico (23) (バルト海戦役(23)?, Barutokai seneki (23)) - 148. La guerra del Mar Baltico (24) (バルト海戦役(24)?, Barutokai seneki (24)) - 149. La guerra del Mar Baltico (25) (バルト海戦役(25)?, Barutokai seneki (25)) - 150. La guerra del Mar Baltico (26) (バルト海戦役(26)?, Barutokai seneki (26)) - 151. La guerra del Mar Baltico (27) (バルト海戦役(27)?, Barutokai seneki (27)) - 152. La guerra del Mar Baltico (28) (バルト海戦役(28)?, Barutokai seneki (28))       |                        |                  |                        |
| 22 | 21 giugno 2019 | ISBN 978-4-06-515180-8 | 19 febbraio 2020 | ISBN 978-88-226-1705-7 |
| 22 | Capitoli - 153. La guerra del Mar Baltico (29) (バルト海戦役(29)?, Barutokai seneki (29)) - 154. La guerra del Mar Baltico (30) (バルト海戦役(30)?, Barutokai seneki (30)) - 155. La guerra del Mar Baltico (31) (バルト海戦役(31)?, Barutokai sen'eki (31)) - 156. La guerra del Mar Baltico (32) (バルト海戦役(32)?, Barutokai sen'eki (32)) - 157. La guerra del Mar Baltico (33) (バルト海戦役(33)?, Barutokai sen'eki (33)) - 158. La guerra del Mar Baltico (34) (バルト海戦役(34)?, Barutokai sen'eki (34)) - 159. La guerra del Mar Baltico (35) (バルト海戦役(35)?, Barutokai sen'eki (35)) - 160. La guerra del Mar Baltico (36) (バルト海戦役(36)?, Barutokai sen'eki (36)) |                        |                  |                        |
| 23 | 22 novembre 2019 | ISBN 978-4-06-517507-1 | 19 agosto 2020   | ISBN 978-88-226-1955-6 |
| 23 | Capitoli - 161. La decisione di Sigurd (シグルドの決断?, Shigurudo no ketsudan) - 162. Il ritorno di Sigurd (シグルドの帰還?, Shigurudo no kikan) - 163. Sig e Hal (シグやんとハトちゃん?, Sigu-yan to Hato-chan) - 164. La rivolta di Sigurd (シグルドの反抗?, Shigurudo no hankō) - 165. La partenza di Sigurd (シグルドの出立?, Shigurudo no shuttatsu) - 166. Matrimonio (結婚?, Kekkon) - Extra. L'addio è vicino (さようならが近いので?, Sayōnara ga chikainode) |                        |                  |                        |
| 24 | 23 ottobre 2020 | ISBN 978-4-06-521004-8 | 19 maggio 2021   | ISBN 978-88-226-2301-0 |
| 24 | Capitoli - 167. La rotta occidentale (1) (西方航路①?, Seihō kōro (1)) - 168. La rotta occidentale (2) (西方航路②?, Seihō kōro (2)) - 169. La rotta occidentale (3) (西方航路③?, Seihō kōro (3)) - 170. La rotta occidentale (4) (西方航路④?, Seihō kōro (4)) - 171. La rotta occidentale (5) (西方航路⑤?, Seihō kōro (5)) - 172. La rotta occidentale (6) (西方航路⑥?, Seihō kōro (6)) - 173. La rotta occidentale (7) (西方航路⑦?, Seihō kōro (7)) - 174. La rotta occidentale (8) (西方航路⑧?, Seihō kōro (8)) - 175. La rotta occidentale (9) (西方航路⑨?, Seihō kōro (9)) |                        |                  |                        |
| 25 | 21 luglio 2021 | ISBN 978-4-06-523605-5 | 15 dicembre 2021 | ISBN 978-88-226-2934-0 |
| 25 | Capitoli - 176. La rotta occidentale (10) (西方航路⑩?, Seihō kōro (10)) - 177. La rotta occidentale (11) (西方航路⑪?, Seihō kōro (11)) - 178. La rotta occidentale (12) (西方航路⑫?, Seihō kōro (12)) - 179. La rotta occidentale (13) (西方航路⑬?, Seihō kōro (13)) - 180. La rotta occidentale (14) (西方航路⑭?, Seihō kōro (14)) - 181. Il nome del villaggio (村の名前は?, Mura no namae wa) - 182. L'uomo che fa più paura (いちばん恐ろしい男?, Ichiban osoroshī otoko) - 183. Gli indigeni (先住民?, Senjūmin) - Bonus. Collaborazione Speciale: Assassin's Creed Valhalla (「アサシン クリード ヴァルハラ」コラボ番外編?, `Asashin Kurīdo Varuhara' Korabo bangai-hen)         |                        |                  |                        |
| 26 | 23 maggio 2022 | ISBN 978-4-06-527928-1 | 19 ottobre 2022  | ISBN 978-88-226-3683-6 |
| 26 | Capitoli - 184. Lnu (ウーヌゥ?, Wunu) - 185. Il sogno di Nisqauji'j (ニスカワジ-ジュの夢?, Nisukawaji'ju no yume) - 186. Il dilemma di Cordelia (コ—デリアの懊悩?, Kōderia no ōnō) - 187. La spedizione di Nisqauji'j (ニスカワジ-ジュの探検?, Nisukawaji'ju no tanken) - 188. Hilde e la divinità della foresta (ヒルドと森の神?, Hirudo to mori no kami) - 189. Il rituale di Misqe'g Pi'gw (ミスグェゲブージュの秘術?, Misugwegebu-ju no hijutsu) - 190. Il dibattito sul Ragnarok (ラグナロク問答?, Ragunaroku mondō) - 191. Quel giorno (その日?, Sono hi) |                        |                  |                        |
| 27 | 22 giugno 2023 | ISBN 978-4-06-531910-9 | 16 aprile 2024   | ISBN 978-88-226-4652-1 |
| 27 | Capitoli - 192. Rotta millenaria (1) (千年航路①?, Sen nen kōro (1)) - 193. Rotta millenaria (2) (千年航路②?, Sen nen kōro (2)) - 194. Rotta millenaria (3) (千年航路③?, Sen nen kōro (3)) - 195. Rotta millenaria (4) (千年航路④?, Sen nen kōro (4)) - 196. Rotta millenaria (5) (千年航路⑤?, Sen nen kōro (5)) - 197. Rotta millenaria (6) (千年航路⑥?, Sen nen kōro (6)) - 198. Rotta millenaria (7) (千年航路⑦?, Sen nen kōro (7)) - 199. Rotta millenaria (8) (千年航路⑧?, Sen nen kōro (8)) - 200. Rotta millenaria (9) (千年航路⑨?, Sen nen kōro (9)) - 201. Rotta millenaria (10) (千年航路⑩?, Sen nen kōro (10))                                                               |                        |                  |                        |
| 28 | 21 giugno 2024 | ISBN 978-4-06-535519-0 | 18 febbraio 2025 | ISBN 978-88-226-5446-5 |
| 28 | Capitoli (traduzioni letterali dei titoli) - 202. Rotta millenaria (11) (千年航路 ⑪?, Sen nen kōro (11)) - 203. Rotta millenaria (12) (千年航路 ⑫?, Sen nen kōro (12)) - 204. Rotta millenaria (13) (千年航路 ⑬?, Sen nen kōro (13)) - 205. Rotta millenaria (14) (千年航路 ⑭?, Sen nen kōro (14)) - 206. Rotta millenaria (15) (千年航路 ⑮?, Sen nen kōro (15)) - 207. Rotta millenaria (16) (千年航路 ⑯?, Sen nen kōro (16)) - 208. Rotta millenaria (17) (千年航路 ⑰?, Sen nen kōro (17)) - 209. Rotta millenaria (18) (千年航路 ⑱?, Sen nen kōro (18)) |                        |                  |                        |
| 29 | 22 settembre 2025 | —                      | —                | —                      |

## Capitoli non ancora in formatotankōbon
I seguenti capitoli sono apparsi su Afternoon in Giappone, ma non sono ancora stati stampati in formato tankōbon.
- 210. Rotta millenaria (19) (千年航路 ⑲?, Sen nen kōro (19))
- 211. Rotta millenaria (20) (千年航路 ⑳?, Sen nen kōro (20))
- 212. Rotta millenaria (21) (千年航路 ㉑?, Sen nen kōro (21))
- 213. Rotta millenaria (22) (千年航路 ㉒?, Sen nen kōro (22))
- 214. Rotta millenaria (23) (千年航路 ㉓?, Sen nen kōro (23))
- 215. Rotta millenaria (24) (千年航路 ㉔?, Sen nen kōro (24))
- 216. Rotta millenaria (25) (千年航路 ㉕?, Sen nen kōro (25))
- 217. Rotta millenaria (26) (千年航路 ㉖?, Sen nen kōro (26))
- 218. Rotta millenaria (27) (千年航路 ㉗?, Sen nen kōro (27))
- 219. Tutte le volte che vuoi (何度でも?, Nandodemo)